# Professor Tanaka
Charles Kalani Jr. conosciuto con lo pseudonimo Toru Tanaka (Honolulu, 6 gennaio 1930 – Lake Forest, 22 agosto 2000) è stato un wrestler, attore e pugile statunitense.

## Biografia

### Inizi
Kalani nacque a Honolulu, Hawaii, figlio di Charles J. Kalani e Christina Leong Kalani (entrambi cinesi). Charlie iniziò a studiare judo all'età di nove anni. Alla Iolani School (classe del 1949), eccelleva in svariati sport, tra cui anche il football americano e il pugilato, che praticò da professionista.
Successivamente lasciò le Hawaii per la Weber Junior College con sede nello Utah (ora Weber State University). Nel 1955 si arruolò nell'esercito statunitense, arrivando al grado di sergente. Kalani lasciò le armi nel 1966 e decise di entrare nel mondo del wrestling.

### Carriera nel wrestling
Una delle caratteristiche della gimmick di Kalani come lottatore, il giapponese cattivo e forzuto, era il gettare del sale negli occhi degli avversari per "accecarli" così da vincere agevolmente gli incontri. Il suo compagno di tag team più celebre e con il quale raggiunse i maggiori successi, fu Harry Fujiwara (meglio conosciuto come Mr. Fuji), di cui era amico fin dalle scuole superiori alle Hawaii. Kalani adottò l'identità del Professor Toru Tanaka, spietato gigante giapponese, ed insieme al compagno di squadra Mr. Fuji, i due diventarono una delle coppie heel di maggior successo e fama dell'epoca, vincendo numerosi titoli (tra i quali anche 3 titoli di campioni mondiali di coppia WWWF).

### Altri media
Il Professor Tanaka è apparso anche in diversi spot pubblicitari in TV, tra gli altri quello per una marca di riso a Porto Rico, e per il dentifricio Colgate (insieme a Pat Morita). Inoltre apparve come comparsa in diversi video musicali degli anni ottanta di David Lee Roth.
Dopo aver abbandonato il wrestling a inizio anni ottanta, Kalani intraprese la carriera di attore cinematografico, tra i suoi film, nei quali interpretava quasi sempre ruoli da "cattivo", ricordiamo Darkman, The Running Man (it: L'implacabile), Rombo di tuono 2 e Black Rain - Pioggia sporca.

### Morte
Kalani è deceduto a causa di un attacco cardiaco il 22 agosto del 2000 all'età di settant'anni nella sua residenza di Lake Forest, in California.

## Filmografia

### Attore

#### Cinema
- Triade chiama Canale 6 (An Eye for an Eye), regia di Steve Carver (1981)
- Off the Wall, regia di Rick Friedberg (1983)
- Ninja la furia umana (Revenge of the Ninja), regia di Sam Firstenberg (1983)
- Chattanooga Choo Choo, regia di Bruce Bilson (1984)
- Missing in Action (Missing in Action 2: The Beginning), regia di Lance Hool (1985)
- Pee-wee's Big Adventure, regia di Tim Burton (1985)
- Un ponte di guai (Volunteers), regia di Nicholas Meyer (1985)
- Bad Guys, regia di Joel Silberg (1986)
- Shanghai Surprise, regia di Jim Goddard (1986)
- Coda del drago (Catch the Heat), regia di Joel Silberg (1987)
- L'implacabile (The Running Man), regia di Paul Michael Glaser (1987)
- Sbirri oltre la vita (Dead Heat), regia di Mark Goldblatt (1988)
- Tax Season, regia di Tom Law (1989)
- Hyper Space, regia di David Huey (1989)
- Black Rain - Pioggia sporca (Black Rain), regia di Ridley Scott (1989)
- Darkman, regia di Sam Raimi (1990)
- Arma perfetta (The Perfect Weapon), regia di Mark DiSalle (1991)
- Alligator II: The Mutation, regia di Jon Hess (1991)
- 3 ragazzi ninja (3 Ninjas), regia di Jon Turteltaub (1992)
- Last Action Hero - L'ultimo grande eroe (Last Action Hero), regia di John McTiernan (1993)

#### Televisione
- Modesty Blaise, regia di Reza Badiyi (1982)
- Best of the WWF Volume 2, regia di Vince McMahon (1985)
- Tag Team Champions, regia di Vince McMahon (1986)
- Best of the WWF Volume 7, regia di Vince McMahon (1986)
- Poliziotti in gabbia (Police Story: Monster Manor), regia di Aaron Lipstadt (1988)
- Martial law: codice marziale (Martial Law), regia di Steve Cohen (1990)
- Partita con la morte (Deadly Game), regia di Thomas J. Wright (1991)
- Giustizia spietata (Hard Justice), regia di Greg Yaitanes (1995)

#### Serie TV
- WWWF Championship Wrestling – serie TV, 1 episodio (1977)
- Spectrum Wrestling – serie TV, 1 episodio (1978)
- Professione pericolo (The Fall Guy) – serie TV, episodi 1x7 (1981)
- Fantasilandia (Fantasy Island) – serie TV, episodi 5x20 (1982)
- L'uomo di Singapore (Bring 'Em Back Alive) – serie TV, episodi 1x8 (1982)
- La casa nella prateria (Little House on the Prairie) – serie TV, episodi 9x11 (1982)
- I predatori dell'idolo d'oro (Tales of the Gold Monkey) – serie TV, episodi 1x11-1x17 (1982-1983)
- Storie di maghi e di guerrieri (Wizards and Warriors) – serie TV, episodi 1x3 (1983)
- Supercopter (Airwolf) – serie TV, episodi 2x10 (1984)
- Giudice di notte (Night Court) – serie TV, episodi 2x17 (1985)
- The Wizard – serie TV, episodi 1x8 (1986)
- A-Team (The A-Team) – serie TV, episodi 2x13-5x11 (1984-1986)
- Mike Hammer investigatore privato (Mike Hammer) – serie TV, episodi 2x8-3x13 (1984-1987)
- Spenser (Spenser: For Hire) – serie TV, episodi 3x6 (1987)
- The Tracey Ullman Show – serie TV, episodi 3x1 (1988)
- Wilder Westen inclusive – serie TV, episodi 1x3 (1988)
- Dragnet – serie TV, episodi 1x25 (1990)
- Una famiglia come tante (Life Goes On) – serie TV, episodi 3x11 (1991)

## Personaggio
- Mossa finale
  - Cobra clutch
- Manager
  - The Grand Wizard
  - Fred Blassie
  - Captain Lou Albano
- Wrestler allenati
  - Mando Guerrero

## Titoli e riconoscimenti
Championship Wrestling from Florida
- NWA Florida Tag Team Championship (1 - con Dick Slater)

Continental Wrestling Association
- AWA Southern Tag Team Championship (1 - con Mr. Fuji)

Georgia Championship Wrestling
- NWA Georgia Heavyweight Championship (1)
- NWA Georgia Tag Team Championship (2 - 1 con Assassin #2 e 1 Mr. Fuji

L&G Promotions
- L&G Caribbean Heavyweight Championship (1)

National Wrestling Alliance
- NWA Southeastern Heavyweight Championship (Northern Division) (2)

NWA Big Time Wrestling
- NWA American Heavyweight Championship (2)
- NWA American Tag Team Championship (1 - con Thunderbolt Patterson)
- NWA Brass Knuckles Championship ''(Texas version)'' (2)

NWA Hollywood Wrestling
- NWA Americas Heavyweight Championship (1)
- NWA Americas Tag Team Championship (1 - con Dr. Hiro Ota)

NWA Mid-Pacific Promotions
- NWA North American Heavyweight Championship (1)

NWA New Zealand
- NWA British Empire Heavyweight Championship (2)

Continental Championship Wrestling
- NWA Southeastern Tag Team Championship (1 - con Mr. Fuji)

World Championship Wrestling (Australia)
- IWA World Heavyweight Championship (2)
- IWA World Tag Team Championship (1 - con Skull Murphy)

World Wide Wrestling Federation
- WWWF International Tag Team Championship (1 - con Mitsu Arakawa)
- WWWF World Tag Team Championship (3 - con Mr. Fuji)